# 천주교 순교자묘
천주교순교자묘(天主敎殉敎者墓)는 대한민국 전북특별자치도 전주시 완산구에 있는 천주교 성지이다. 1984년 9월 20일 전라북도의 기념물 제68호로 지정되었다.

## 개요
이 묘소는 조선시대의 천주교 순교자 일곱 분이 묻힌 곳으로 치명자산이라고도 부른다. 순조 원년(1801)의 천주교 탄압(신유박해) 때, 호남의 천주교 사도 유항검(아우구스티노)과 그의 아내 신희, 동정부부로 유명한 장남 유중철(요한)과 며느리 이순이(루갈다), 차남 유문철(요한), 제수 이육희 그리고 조카 유주성(마태오)이 순교했다. 일곱 순교자들이 처형되자, 교우들이 유항검의 고향 초남리와 인접한 제남리에 이들을 임시로 묻어두었다가, 1914년 4월 19일에 전주 전동성당 보두네(Baudounet) 신부와 신자들이 이곳으로 옮겨 모셨다. 이곳은 유항검이 처형된 전동성당, 유항검의 큰 며느리인 동정녀 이순이(루갈다)가 순교한 숲정이 성당과 함께 우리 나라의 대표적 천주교 성지이다.

## 현지 안내문
이곳은 호남의 사도 유항검과 그 일가 7분의 순교자들이 함께 묻혀계신 합장묘이다. 이분들은 모두 1801년(신유박해)에 순교하였다.
전북 완주군 이서면 초남리 출신인 유항검(柳恒儉, 아우구스띠노)은 학식과 덕망이 높은 전주지방의 대부호였으며, 1784년 이승훈으로부터 세례를 받고 천주교회에 입교한 후 호남지방에 처음으로 복음을 전파하였다. 그는 1786년에 조직된 가성직자단(假聖職者團)의 일원으로서 신부(神夫)로 임명되어 1년 정도 활약하다가 가성직제도(假聖職制度)의 부당성을 깨닫고 이를 시정하는 데 공헌했다. 이후 신자들이 성사생활을 하기 위하여 하루 빨리 선교사를 모셔오는 것이 시급하다는 판단 아래, 이를 위해 필요한 경비를 충당하도록 자신의 재산을 기쁜 마음으로 내놓았다. 그 결과 1795년 한국의 첫 선교사로 중국인 주문모 신부를 모시게 되었다. 유항검은 1801년 9월 17일 현재 전동성당 자리에서 순교하였으며, 당국에서는 그의 목을 전주 풍남문에 매어달아 놓고 성문을 출입하는 사람들로 하여금 천주교를 믿지 않도록 경각심을 주었다.
그리고 유항검의 장남 유중철(요한, 22세)과 차남 유문철(요한, 18세)은 1801년 10월 9일 전주 옥에서 순교하였고, 같은 해 12월 28일 전주 숲쟁이에서는 유항검의 처(妻) 신 희, 제수(弟嫂) 이육회, 맏며느리 이순이(루갈다, 19세), 그리고 조차 유중성(마태오)이 순교하였다.
특히 이순이(루갈다)와 유중철(요한)은 세계 교회사에서 그 예를 찾아보기 어려운 동정부부(童貞夫婦) 순교자로서 "한국 순교사에서 가장 빛나는 진주"라고 불리고 있다. 이들은 각각 하나님께 자신을 온전히 봉헌하기 위하여 평생 동정생활을 결심했고, 이 사실을 주문모 선부에게 알려드렸다. 주문모 신부는 당시 성년이 된 남녀가 일생을 동정으로 사는 것을 죄악시 하였던 유교사회의 지탄을 피하면서 동정생활을 할 수 있는 가장 좋은 방법은 결혼이라는 형식을 빌리는 것이라고 생각하고 이들의 결혼을 주선했다. 1797년 당시 15세였던 이순이는 18세인 유중철과 결혼식을 올리고 전주 초남이에서 남매처럼 함께 살면서 효성르 다하여 부모를 섬겼으며, 형제들과 우애하면서 모범적인 생활을 했다.
일곱 순교자들이 처형되자 교우들이 유항검의 고향 초남리와 인접한 제남리에 이들을 가매장하였고, 1914년 4월 19일 전주 전동성당 보두네 신부와 신자들이 이곳에 안장했다. 전주시가 내려다보이는 이 산위에 이분들을 모신 것은 이분들의 높은 정신을 기리고, 이곳을 참배하는 이들이 산을 오르면서 느끼는 어려움을 통해서나마 순교자들께서 가신 길을 체험하게 하려는 데 그 취지가 있었다.

## 참고 자료
- 천주교순교자묘 - 국가유산청 국가유산포털